# Proclamación y ascenso de Carlos III
El ascenso de Carlos, príncipe de Gales, como rey Carlos III del Reino Unido en la monarquía del Reino Unido y los demás reinos que conforman la Mancomunidad de Naciones tuvo lugar inmediatamente después del fallecimiento, el 8 de septiembre de 2022, de Isabel II, la monarca reinante, aunque la proclamación formal del nuevo monarca sucedió el 10 de septiembre de 2022, a las 10:00 h (GMT). Ese día, el Accession Council se reunió en el Palacio de St James en Londres. La línea de sucesión es idéntica en todos los reinos de la Mancomunidad de Naciones, aunque el título real proclamado no es el mismo en todos ellos.

## Reino Unido
El Parlamento del Reino Unido se reunió esa noche cuando los miembros juraron lealtad al nuevo rey y expresaron sus condolencias por la muerte de la reina. La mayoría de las actividades parlamentarias se suspendieron durante diez días. A las 15:30 horas, el rey recibió a la primera ministra y al gabinete para una audiencia. El mismo día, los gobiernos descentralizados de Escocia, Gales e Irlanda del Norte emitieron la proclamación de la adhesión del rey Carlos III.
El Consejo de Ascensión de Carlos III fue la primera ceremonia de este tipo en ser televisada y transmitida en línea. Aunque el medio televisivo estaba bien establecido en el Reino Unido en 1952, cualquier forma de transmisión de la ceremonia de proclamación de ascenso al trono de Isabel II fue prohibida en ese momento por motivos tradicionales y religiosos. 

### Mensaje de proclamación
Tal como lo leyó Richard Tilbrook, secretario del Consejo de Adhesión, el 10 de septiembre de 2022:
| Original en inglés | Traducción al español |
| Whereas it has pleased Almighty God to call to His mercy our late Sovereign Lady Queen Elizabeth the Second of Blessed and Glorious memory, by whose Decease the Crown of the United Kingdom of Great Britain and Northern Ireland is solely and rightfully come to the Prince Charles Philip Arthur George: We, therefore, the Lords Spiritual and Temporal of this Realm, and members of the House of Commons, together with other members of Her late Majesty's Privy Council, and representatives of the Realms and Territories, Aldermen, and citizens of London and others, do now hereby, with one Voice and Consent of Tongue and Heart, publish and proclaim, that the Prince Charles Philip Arthur George, is now, by the Death of our late Sovereign of happy Memory, become our only lawful and rightful Liege Lord Charles the Third, by the Grace of God, of the United Kingdom of Great Britain and Northern Ireland, and of his other Realms and Territories, King, head of the Commonwealth, Defender of the Faith: To whom we do acknowledge all Faith and Obedience, with humble affection: beseeching God, by whom Kings and Queens do reign, to bless His Majesty with long and happy years to reign over Us. Given at St James's Palace this tenth day of September in the year of our Lord two thousand and twenty-two. GOD SAVE THE KING! | Considerando que ha complacido a Dios Todopoderoso llamar a su misericordia a nuestra difunta Señora Soberana, la Reina Isabel II, de Bendita y Gloriosa memoria, por cuyo fallecimiento la Corona del Reino Unido de Gran Bretaña e Irlanda del Norte pasa única y legítimamente al Príncipe Carlos Felipe Arturo Jorge: Por lo tanto, Nosotros, los Lores Espirituales y Temporales de este Reino, y los miembros de la Cámara de los Comunes, junto con otros miembros del Consejo Privado de Su difunta Majestad, y representantes de los Reinos y Territorios, Concejales y ciudadanos de Londres y otros, ahora y por la presente, con una sola Voz y el Consentimiento de la Lengua y el Corazón, publicamos y proclamamos que el Príncipe Carlos Felipe Arturo Jorge, ahora, por la muerte de nuestra difunta Soberana de feliz Memoria, se ha convertido en nuestro único, legal y legítimo Señor Carlos Tercero, por la Gracia de Dios, del Reino Unido de Gran Bretaña e Irlanda del Norte, y de sus demás Reinos y Territorios, Rey, jefe de la Commonwealth, Defensor de la Fe: A quien reconocemos toda Fe y Obediencia, con humilde afecto; suplicando a Dios, por quien reinan Reyes y Reinas, que bendiga a Su Majestad con largos y felices años para reinar sobre Nosotros. Dado en el Palacio de St James el diez de septiembre del año de Nuestro Señor de dos mil veintidós. ￼￼¡DIOS SALVE AL REY. |

### Escocia
En la Proclamación de Carlos III en Edimburgo, un manifestante de 22 años que abogó por la abolición de la monarquía fue arrestado afuera de la Catedral de San Giles por haber roto la paz y luego acusado.

### Gales
El lord teniente de South Glamorgan, Morfudd Meredith, leyó la proclamación in galés
| Original en galés | Versión en inglés |
| FFURF AR BROCLAMASIWN AR GYFER DATGAN Y SOFRAN NEWYDD YN Y DEYRNAS UNEDIG Gan ei bod wedi rhyngu bodd i Dduw Hollalluog i alw i’w Ofal ein diweddar Sofran, yr Arglwyddes Frenhines Elizabeth yr Ail, o Fendigaid a Gogoneddus Goffadwriaeth, y mae Coron Teyrnas Unedig Prydain Fawr a Gogledd Iwerddon, oblegid ei Hymadawiad, wedi dod yn gwbl ac yn gyfiawn i ran y Tywysog Charles Philip Arthur George: Yr ydym ninnau, felly, Arglwyddi Ysbrydol a Thymhorol y Deyrnas hon ac Aelodau o Dŷ’r Cyffredin, ynghyd ag aelodau eraill o Gyfrin Gyngor Ei diweddar Fawrhydi, cynrychiolwyr y Teyrnasoedd a’r Tiriogaethau, Henaduriaid a Dinasyddion Llundain, ac eraill, yn awr yn datgan ac yn cyhoeddi drwy hyn yn unllais ac o Galon a Thafod unfryd fod y Tywysog Charles Philip Arthur George, bellach, oblegid Marwolaeth ein diweddar Sofran o Serchus Goffadwriaeth, wedi dod inni yn unig gyfreithlon a chyfiawn Ddyledog Arglwydd Charles y Trydydd, drwy Ras Duw, ar Deyrnas Unedig Prydain Fawr a Gogledd Iwerddon a’i Deyrnasoedd eraill, yn Frenin, yn Ben ar y Gymanwlad, yn Amddiffynnwr y Ffydd, i’r hwn yr ydym yn datgan, ag Anwylserch gostyngedig, ein holl Ffydd a’n Hufudd-dod; gan atolwg ar i Dduw, drwy’r hwn y mae Brenhinoedd a Breninesau yn teyrnasu, fendithio Ei Fawrhydi â hir Oes hapus i deyrnasu drosom. Rhoddwyd ym Mhalas St. James y degfed dydd o fis Medi ym mlwyddyn Ein Harglwydd dwy fil a dwy ar hugain. DUW A GADWO’R BRENIN | A PROCLAMATION Whereas it has pleased Almighty God to call to His Mercy our late Sovereign Lady Queen Elizabeth the Second of Blessed and Glorious Memory, by whose Decease the Crown of the United Kingdom of Great Britain and Northern Ireland is solely and rightfully come to The Prince Charles Philip Arthur George: We, therefore, the Lords Spiritual and Temporal of this Realm and Members of the House of Commons, together with other members of Her late Majesty’s Privy Council and representatives of the Realms and Territories, Aldermen and Citizens of London, and others, do now hereby with one voice and Consent of Tongue and Heart publish and proclaim that The Prince Charles Philip Arthur George is now, by the Death of our late Sovereign of Happy Memory, become our only lawful and rightful Liege Lord Charles the Third, by the Grace of God of the United Kingdom of Great Britain and Northern Ireland and of His other Realms and Territories, King, Head of the Commonwealth, Defender of the Faith, to whom we do acknowledge all Faith and Obedience with humble Affection; beseeching God by whom Kings and Queens do reign to bless His Majesty with long and happy Years to reign over us. Given at St. James’s Palace this tenth day of September in the year of Our Lord two thousand and twenty-two. GOD SAVE THE KING |
| Traducción al español | |
| PROCLAMACIÓN Considerando que ha complacido a Dios Todopoderoso llamar a Su Misericordia a nuestra difunta Señora Soberana la Reina Isabel Segunda de Bendita y Gloriosa Memoria, por cuyo fallecimiento la Corona del Reino Unido de Gran Bretaña e Irlanda del Norte pasa única y legítimamente al Príncipe Carlos Felipe. Arturo Jorge: Nosotros, por lo tanto, los Lores Espirituales y Temporales de este Reino y Miembros de la Cámara de los Comunes, junto con otros miembros del Consejo Privado de Su difunta Majestad y representantes de los Reinos y Territorios, Concejales y Ciudadanos de Londres, y otros, por la presente, con una sola voz y el consentimiento de la lengua y el corazón, publicamos y proclamamos que el Príncipe Carlos Felipe Arturo Jorge se ha convertido ahora, por la Muerte de nuestra difunta Soberana de Feliz Memoria, en nuestro único, legal y legítimo Señor Carlos III, por la Gracia de Dios, del Reino Unido de Gran Bretaña e Irlanda del Norte y de Sus Otros Reinos y Territorios Rey, Jefe de la Commonwealth, Defensor de la Fe, a quien reconocemos toda Fe y Obediencia con humilde Afecto; suplicando a Dios por quien reinan Reyes y Reinas que bendiga a Su Majestad con largos y felices Años para reinar sobre nosotros. Dado en el Palacio de St. James este décimo día de septiembre en el año de nuestro Señor dos mil veintidós. DIOS SALVE AL REY                                                       | |

## Dependencias de la Corona

### Isla de Man
El 11 de septiembre, el gobernador, teniente general sir John Lorimer, proclamó a Carlos III como señor de Mann durante una ceremonia en la Sede de Gobierno en Onchan. Una segunda proclamación tuvo lugar el 16 de septiembre en Tynwald Hill en St. John's.

## Territorios Británicos de Ultramar
El formato de proclamación para los Territorios Británicos de Ultramar fue establecida por un decreto aprobado por el Accession Council.
| Original en inglés | Traducción al español |
| Whereas it has pleased Almighty God to call to His Mercy our late Sovereign Lady Queen Elizabeth the Second of Blessed and Glorious Memory, by whose Decease the Crown is solely and rightfully come to The Prince Charles Philip Arthur George: We, INSERT THE DESCRIPTION OF THE PERSONS MAKING THE PROCLAMATION do now hereby with one voice and Consent of Tongue and Heart publish and proclaim that The Prince Charles Philip Arthur George is now, by the Death of our late Sovereign of Happy Memory, become our only lawful and rightful Liege Lord Charles the Third, by the Grace of God of the United Kingdom of Great Britain and Northern Ireland and of His other Realms and Territories, King, Head of the Commonwealth, Defender of the Faith, to whom we do acknowledge all Faith and Obedience with humble Affection; beseeching God by whom Kings and Queens do reign to bless His Majesty with long and happy Years to reign over us. Given at [Location] this [ ] day of [ ] in the year of Our Lord [ ]. GOD SAVE THE KING | Considerando que ha complacido a Dios todopoderoso llamar a Su Misericordia a nuestra recién fallecida Señora Soberana, la Reina Isabel Segunda, de bendita y gloriosa memoria, por cuyo fallecimiento la Corona recae única y legítimamente sobre el Príncipe Carlos Felipe Arturo: Nosotros, [Insértese la descripción de las personas que hacen la proclamación] desde ahora con una voz y consentimiento de lengua y el corazón publicamos y proclamamos que el Príncipe Carlos Felipe Arturo Jorge desde ahora, por la muerte de nuestra difunta Soberana de feliz memoria, se convierte en nuestra único Señor con pleno derecho y legítimidad Carlos III, por la gracia de Dios del Reino Unido de Gran Bretaña e Irlanda del Norte y de Sus otros Reinos y Territorios, Rey, Jefe de la Commonwealth, Defensor de la Fe, a quien reconocemos toda la fe y la obediencia con humilde afecto; suplicando a Dios, por quien Reyes y Reinas reinan, bendiga a Su Majestad con largos y felices años para reinar sobre nosotros. Dado en [ubicación] este [] día de [] en el año de nuestro Señor []. ¡DIOS SALVE AL REY! |

### Anguilla
La proclamación en Anguilla tuvo lugar en la Sede Gubernamental en Old Ta a las 11:00 horas del 11 de septiembre y fue leída por la gobernadora Dileeni Daniel-Selvaratnam.

### Bermudas
La Proclamación en Bermudas tuvo lugar en Front Street, Hamilton, en la mañana del 11 de septiembre por la gobernadora de Bermudas, Rena Lalgie en presencia de legisladores y una multitud de habitantes. Con el Royal Bermuda Regiment desfilando y con 21 salvas de saludo atronando sobre el puerto de Hamilton marcaron el cierre de la proclamación poco después de las 9:00 horas (hora local), que fue seguido por la proclamación formal del rey en el Palacio de St James en Londres.

#### Mensaje de proclamación
| Original en inglés | Traducción al español |
| I, Rena Lalgie, Governor of Bermuda, do now hereby with one voice and consent of tongue and heart, publish and proclaim that Prince Charles Philip Arthur George, is now by the death of our Late Sovereign of happy memory become our only lawful and rightful liege Lord Charles III, by the Grace of God, of the United Kingdom, Great Britain and Northern Ireland, and of his other realms and territories, King, Head of the Commonwealth, defender of the faith, to whom we do acknowledge all faith and obedience with humble affection, beseeching God, by whom kings and queens do reign, to bless His Majesty with long and happy years to reign over us. God Save the King! | Yo, Rena Lalgie, Gobernadora de Bermudas, hago ahora con una voz y un consentimiento de lengua y corazón, en publicar y proclamar que el Príncipe Carlos Felipe Arturo Jorge, desde ahora, tras la muerte de nuestra Difunta Soberana de feliz memoria, se convierte en nuestro único legítimo y de pleno derecho señor, Carlos III, por la gracia de Dios, del Reino Unido, Gran Bretaña e Irlanda del Norte, y de sus otros reinos y territorios, Rey, Jefe de la Commonwealth, Defensor de la Fe, a quien reconocemos toda fe y Obediencia con el afecto humilde, suplicando a Dios, por quien reinan los reyes y las reinas, bendiga a Su Majestad de largos y felices años para reinar sobre nosotros. ¡Dios salve al Rey! |

### Islas Vírgenes Británicas
La proclamación en las Islas Vírgenes Británicas tuvo lugar el 11 de septiembre y fue leída por el gobernador John Rankin, en presencia del primer ministro Natalio Wheatley, el vicegobernador David Archer Jr. y los miembros de la Cámara de la Asamblea. Después de la proclamación, los asistentes exclamaron el Dios salve al rey, seguido de un saludo de armas.

### Islas Caimán
La proclamación en las Islas Caimán tuvo lugar en la sede del gobierno, en Gran Caimán, el 11 de septiembre a las 9:00 horas (hora local) por el gobernador Martyn Roper. Fue acompañado por 21 salvas de saludo y el desfile de tropas del cuerpo de policía de las islas, del regímiento de Islas Caimán, guardacostas, bomberos, servicio de prisiones y la banda del cuerpo de cadetes.

#### Mensaje de proclamación
| Original en inglés | Traducción al español |
| I, Martyn Keith Roper, Governor of the Cayman Islands, do now hereby with one voice and consent of tongue and heart, publish and proclaim that Prince Charles Philip Arthur George, is now by the death of our Late Sovereign of happy memory become our only lawful and rightful liege Lord Charles III, by the Grace of God, of the United Kingdom, Great Britain and Northern Ireland, and of his other realms and territories, King, Head of the Commonwealth, defender of the faith, to whom we do acknowledge all faith and obedience with humble affection, beseeching God, by whom kings and queens do reign, to bless His Majesty with long and happy years to reign over us. God Save the King! | Yo, Martyn Keith Roper, Gobernador de las Islas Caimán, por la presente, con una sola voz y el consentimiento de la lengua y el corazón, publico y proclamo que el Príncipe Carlos Felipe Arthur George, ahora, por la muerte de nuestra Difunta Soberana de feliz memoria, se ha convertido en nuestro único, legal y legítimo Señor Carlos III, por la Gracia de Dios, del Reino Unido, Gran Bretaña e Irlanda del Norte, y de Sus Otros Reinos y Territorios, Rey, Jefe de la Commonwealth, defensor de la fe, a quien reconocemos toda fe y obediencia con humilde cariño, suplicando a Dios, por quien reinan reyes y reinas, que bendiga a Su Majestad con largos y felices años para reinar sobre nosotros. ¡Dios salve al Rey! |

### Islas Malvinas
La proclamación en las Islas Malvinas se celebró en la Casa del Gobierno en Stanley en la mañana del 11 de septiembre, y fue leído por el gobernador Alison Blake. A la ceremonia asistieron funcionarios gubernamentales, miembros de la Asamblea Legislativa y representantes de las Fuerzas Británicas de las Islas del Atlántico Sur.

### Gibraltar
La proclamación en Gibraltar tuvo lugar en El Convento al mediodía (hora local) del 11 de septiembre. Fue leído por el gobernador David Steel, a quien se le unieron los líderes políticos, cívicos y religiosos del territorio. Con 21 salvas de saludo fue despedida la ceremonia por parte del Royal Gibraltar Regiment desde la Devil's Gap Battery.

### Santa Helena, Ascensión y Tristán de Acuña
La Proclamación en Santa Elena, Ascensión y Tristán de Acuña tuvo lugar en la Corte Suprema de Santa Helena, en Jamestown a las 10:30 horas (hora local) del 11 de septiembre. Fue leído por el gobernador Nigel Phillips.

### Montserrat
La proclamación en Montserrat tuvo lugar en Salem Park a las 7:55 horas (hora local) del 11 de septiembre y fue leído por la gobernadora Sarah Tucker. Fue seguido por una interpretación de God Save the King, un saludo de 21 salvas de cañones y tres aplausos para el Rey Carlos III.

### Islas Pitcairn
La proclamación en las Islas Pitcairn, uno de los territorios británicos del extranjero más pequeños, tuvo lugar en el Ayuntamiento de Adamstown el 11 de septiembre. Fue leído por la gobernadora Iona Thomas a través de un enlace de video desde Wellington, Nueva Zelanda.

### Islas Turcas y Caicos
La proclamación en las Islas Turcas y Caicos se llevó a cabo en Waterloo, en la Isla Gran Turca, el 11 de septiembre a las 11:00 horas (hora local) y fue leído por el gobernador Nigel Dakin.

## Canadá
La proclamación en Canadá tuvo lugar en el Rideau Hall el 10 de septiembre del 2022, luego de una reunión formal del Consejo Privado del Rey de Canadá, en una ceremonia que incluyó trompetas heráldicas, un saludo de veintún cañonazos y un momento de recuerdo de la reina Isabel II.

### Mensaje de proclamación
Como lo leyó en inglés, Samy Khalid, jefe heraldo de Canadá:

TO ALL TO WHOM these presents shall come or whom the same may in any way concern, 

GREETING:
Whereas our late Sovereign, Queen Elizabeth the Second, passed away on September 8, 2022, by whose death the
Crown of Canada vests in His Royal Highness Prince Charles Philip Arthur George;
We, the Right Honourable Mary May Simon, Governor General of Canada, assisted by His Majesty’s Privy Council for Canada, proclaim that His Royal Highness Prince Charles Philip Arthur George is now, by the death of our
late Sovereign, Charles the Third, by the Grace of God of the United Kingdom, Canada and His other Realms and Territories King, Head of the Commonwealth, Defender of the Faith, to whom we acknowledge faith and allegiance.
Given under my Hand and Seal of Office at Ottawa, this tenth day of September, two thousand and twenty-two.

LONG LIVE THE KING!

y procedió inmediatamente en francés:

À TOUS CEUX à qui les présentes parviennent ou qu’elles peuvent de quelque manière concerner,

SALUT :
Attendu que notre regrettée Souveraine, la reine Elizabeth Deux est décédée le 8 septembre 2022 et que, par son décès, la Couronne du Canada est dévolue à Son Altesse Royale le prince Charles Philip Arthur George,
Nous, la très honorable Mary May Simon, gouverneure générale du Canada, d’accord avec le Conseil privé de Sa Majesté pour le Canada, proclamons que Son Altesse Royale le prince Charles Philip Arthur George est maintenant devenu, par le décès de notre regrettée Souveraine, Charles Trois, par la Grâce de Dieu, Roi du Royaume-Uni, du Canada et de ses autres royaumes et territoires, Chef du Commonwealth, Défenseur de la Foi, à qui nous reconnaissons toute foi et allégeance.
Donné sous mon seing et mon sceau officiel, ce dixième jour de septembre de l’an deux mille vingt-deux.

VIVE LE ROI!

La traducción al español es: 

A TODOS AQUELLOS A QUIENES se dirijan estos presentes o a quienes puedan afectar de algún modo,

SALUDO:
Considerando que nuestra difunta soberana, la reina Isabel II, falleció el 8 de septiembre de 2022, por cuya muerte la corona de Canadá recae en Su Alteza Real el príncipe Carlos Felipe Arturo Jorge;
Nosotros, la Muy Honorable Mary May Simon, gobernadora general de Canadá, asistida por el Consejo Privado de Su Majestad para Canadá, proclamamos que Su Alteza Real el príncipe Carlos Felipe Arturo Jorge es ahora, por la muerte de nuestra difunta soberana, Carlos III, por la Gracia de Dios, rey del Reino Unido, Canadá y sus otros Reinos y Territorios, jefe de la Mancomunidad, defensor de la fe, a quien reconocemos toda la fe y lealtad.
Dado bajo mi firma y sello oficial en Ottawa, el diez de septiembre de dos mil veintidós.

¡LARGA VIDA AL REY!

### Ontario
Una ceremonia de proclamación del Gobierno de Ontario tuvo lugar el lunes 12 de septiembre de 2022, en la Cámara Legislativa de Ontario, Toronto. El primer ministro Doug Ford avisó formalmente a la teniente gobernadora Elizabeth Dowdeswell para que emitiera la proclamación. Dowdeswell firmó tras ello la proclamación.
La proclamación fue leída por la teniente gobernadora Elizabeth Dowdeswell.

#### Mensaje de proclamación
| Original en inglés | Traducción al español |
| WHEREAS our dearly beloved late Sovereign, Queen Elizabeth the Second, passed away on September 8, 2022, and by whose death the Crown of Canada vests in his Royal Highness the Prince Charles Philip Arthur George on that date; THEREFORE I, by and with the advice of His Majesty’s Executive Council of the Province of Ontario, proclaim that: UPON the death of our late beloved Sovereign, The Prince Charles Philip Arthur George lawfully succeeded to the Crown as CHARLES the THIRD, by the Grace of God of the United Kingdom, Canada and His other Realms and Territories, KING, Head of the Commonwealth, Defender of the Faith; AND THAT The King may be assured of the continuing loyalty and affection of the people of Ontario and their desire that His Majesty enjoy a long and happy reign. Given under my hand at Toronto, Ontario, on September 12, 2022, in the first year of his Majesty’s reign. BY COMMAND LONG LIVE THE KING! | CONSIDERANDO que nuestra muy querida y amada Soberana, la Reina Isabel II, ha fallecido el 8 de september de 2022, y que cuya muerte otorga la Corona de Canadá a su Alteza Real el Príncipe Carlos Felipe Arturo Jorge en esa fecha; YO, POR LO TANTO, por y con el aviso del Consejo Ejecutivo de Su Majestad de la Provincia de Ontario, proclamo que: TRAS la muerte de nuestra amada y última Soberana, el Príncipe Carlos Felipe Arturo Jorge le sucedió legalmente en la Corona como CARLOS TERCERO, por la gracia de Dios del Reino Unido, Canadá y Sus otros Reinos y Territorios, REY, Jefe de la Commonwealth, Defensor de la Fe; Y QUE el Rey tiene asegurada la continua lealtad y afecto del pueblo de Ontario y su deseo de que Su Majestad disfrute de un largo y feliz reinado. Dado de mi propia mano en Toronto, Ontario, el 12 de septiembre de 2022, en el primer año del reinado de Su Majestad. POR ORDEN ¡LARGA VIDA AL REY! |

### Saskatchewan
El Gobierno de Saskatchewan celebró una ceremonia de proclamación el sábado 10 de septiembre de 2022 en la Sede de Gobierno, Regina. El primer ministro Scott Moe aconsejó formalmente al teniente gobernador Russell Mirasty para que emitiera la proclamación. Moe y Mirasty luego firmaron la proclamación, y Mirasty la leyó al grupo reunido.

## Australia
La proclamación en Australia tuvo lugar en la Sede del Parlamento, Canberra, el 11 de septiembre y fue leída por el gobernador general David Hurley, después de ser aprobado por la reunión del Consejo Ejecutivo de Australia en la Sede del Gobierno. La proclamación fue firmada por el general Hurley y se avisó por el primer ministro Anthony Albanese. Una ceremonia indígena de baile australiana siguió a la proclamación junto con un saludo de 21 salvas. Proclamaciones similares tuvieron lugar el mismo día en todos los estados de Australia, excepto Victoria, que emitió su proclamación al día siguiente, lunes 12 de septiembre, reflejando la relación diferenciada de cada estado respecto a la Corona.

### Mensaje de proclamación
| Original en inglés | Traducción al español |
| Whereas because of the death of our blessed and glorious Queen Elizabeth II, the Crown has solely and rightfully come to Prince Charles Philip Arthur George. We, therefore, General the Honourable David Hurley AC DSC (Retd), Governor-General of the Commonwealth of Australia, and members of the Federal Executive Council, do now proclaim Prince Charles Philip Arthur George to be King Charles III, By the Grace of God, King of Australia and his other realms and territories, Head of the Commonwealth, and with hearty and humble affection, we promise him faith and obedience. May King Charles III have long and happy years to reign over us. Given at Canberra, this 11th day of September, 2022, and in the first year of His Majesty's reign. Signed by me, as Governor-General and counter-signed by my command, by the Honourable Anthony Albanese MP, Prime Minister of the Commonwealth of Australia. God Save the King | Considerando que debido a la muerte de nuestra bendita y gloriosa reina Elizabeth II, la Corona ha recaído exclusiva y legítimamente sobre el Príncipe Carlos Felipe Arturo Jorge. Nosotros, por lo tanto, el Honorable David Hurley AC DSC (Retd), Gobernador General de la Commonwealth de Australia y los miembros del Consejo Ejecutivo Federal, desde ahora proclamamos al Príncipe Carlos Felipe Arturo Jorge para ser el Rey Carlos III, por la gracia de Dios, Rey de Australia y sus otros reinos y territorios, Jefe de la Commonwealth, con afecto sincero y humilde, le prometemos fe y obediencia. Que el Rey Carlos III tenga largos y felices años para reinar sobre nosotros. Dado en Canberra, este día 11 de septiembre de 2022, y en el primer año del reinado de Su Majestad. Firmado por mí, como Gobernador General y firmado por mi mando, por el honorable Anthony Albanese, Primer Ministro de la Commonwealth de Australia. Dios Salve al Rey |

### Nueva Gales del Sur
La ceremonia de proclamación en Nueva Gales del Sur tuvo lugar en las escaleras de la sede parlamentaria en Sídney seguida por 21 salvas de saludo en los terrenos de la sede gubernamental. El transporte público fue gratuito durante el día de la ceremonia. La policía estimó que asistieron aproximadamente 5.000.
La proclamación ocurrió después de una reunión del Consejo Ejecutivo de Nueva Gales del Sur el día anterior, presidida por la Gobernadora de Nueva Gales del Sur, Margaret Beazley en la Sede del Gobierno. En la reunión, el Primer ministro del Estado, Dominic Perrottet, y otros ministros estatales recomendaron que el gobernador proclamara a Carlos III como rey de Australia, recomendación que el gobernador aceptó.

#### Mensaje de proclamación
La proclamación fue leída por la Gobernadora, Margaret Beazley, en las escaleras de la Sede del Parlamento de Nueva Gales del Sur.
| Original en inglés | Traducción al español |
| WHEREAS because of the death of our blessed and glorious Queen Elizabeth the Second, the Crown has solely and rightfully come to Prince Charles Philip Arthur George: We, therefore, Her Excellency the Honourable Margaret Beazley AC KC, Governor of the State of New South Wales in the Commonwealth of Australia, and members of the Executive Council, do now proclaim Prince Charles Philip Arthur George to be King Charles the Third, by the Grace of God King of Australia and his other Realms and Territories, Head of the Commonwealth, and, with hearty and humble affection, we promise him faith and obedience: May King Charles the Third have long and happy years to reign over us. Given at Sydney, this eleventh day of September, Two thousand and twenty two, and in the first year of His Majesty’s reign. GOD SAVE THE KING! | CONSIDERANDO que debido a la muerte de nuestra bendita y gloriosa reina Elizabeth II, la Corona ha recaído exclusiva y legítimamente sobre el Príncipe Carlos Felipe Arturo Jorge. Nosotros, por lo tanto, Su Excelencia la Honorable Margaret Beazley AC KC, Gobernadora del Estado de Nueva Gales del Sur en la Commonwealth de Australia, y los miembros del Consejo Ejecutivo, desde ahora proclamamos al Príncipe Carlos Felipe Arturo Jorge para ser el Rey Carlos III, por la gracia de Dios, Rey de Australia y sus otros Reinos y Territorios, Jefe de la Commonwealth, con afecto sincero y humilde, le prometemos fe y obediencia. Que el rey Carlos III tenga largos y felices años para reinar sobre nosotros. Dado en Sídney, este día 11 de septiembre de 2022, y en el primer año del reinado de Su Majestad. ¡DIOS SALVE AL REY! |

### Otros estados
- Queensland: Primera lectura en la Casa del Gobierno, Brisbane y la segunda lectura en la Casa del Parlamento de Queensland, Brisbane.[42]
- Australia del Sur: En los escalones de la Sede del Parlamento del Australia del Sur, Adelaida.[43]
- Tasmania: En la Sede de Gobierno, Hobart.[44]
- Victoria: En la Sede de Gobierno, Melbourne.[45]
- Australia Occidental: En la Sede del Gobierno, Perth.[46]

## Nueva Zelanda

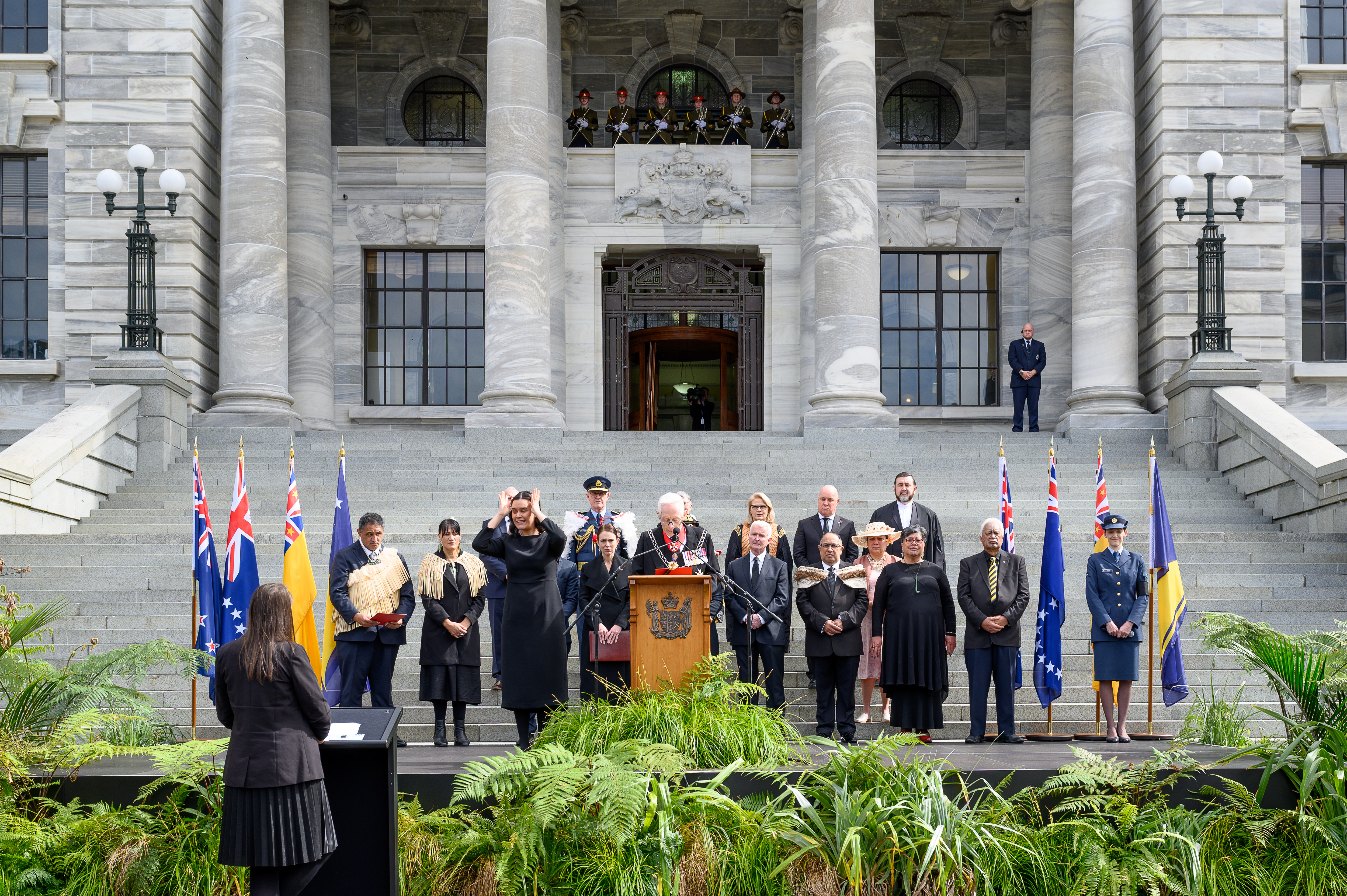
El Heraldo Extraordinario de Nueva Zelanda, Phillip O'Shea, lee la proclamación en las escaleras de la Sede del Parlamento de Nuev Zelanda.

La proclamación en Nueva Zelanda tuvo lugar en las escaleras de la Sede del Parlamento de Nueva Zelanda, Wellington, el 11 de septiembre. Fue acompañada de 21 salvas de saludo.

### Mensaje de proclamación
La proclamación fue leída en inglés por el Heraldo Extraordinario de Nueva Zelanda, Phillip O'Shea:
| Original en inglés | Traducción al español |
| Whereas by the death of our late beloved Sovereign Queen Elizabeth II, the Crown is solely and rightfully come to His Royal Highness Prince Charles Philip Arthur George. We, therefore, The Right Honourable Dame Cindy Kiro, Governor-General of New Zealand, The Right Honourable Jacinda Ardern, Prime Minister of New Zealand, and Members of the Executive Council, assisted by members of Parliament, Judges, Representatives of the Realm, and numerous other representative citizens here present, hereby proclaim that His Royal Highness Prince Charles Philip Arthur George is now King Charles III, By the Grace of God King of New Zealand and of His Other Realms and Territories, Head of the Commonwealth, Defender of the Faith, to whom His subjects swear their faith and true allegiance, with hearty affection; wishing His Majesty King Charles III a long and happy reign. Given under the hand of Her Excellency the Governor-General, and issued under the Seal of New Zealand, this 11th day of September 2022. Jacinda Ardern, Prime Minister God Save the King | Considerando que, tras la muerte de nuestra reciente y amada Soberana la Reina Isabel II, la Corona es única y legítimamente de Su Alteza Real Príncipe Carlos Felipe Arturo Jorge. Nosotros, por lo tanto, la Honorable Dama Cindy Kiro, Gobernadora General de Nueva Zelanda, la Honorable Jacinda Ardern, primera ministra de Nueva Zelanda, y los miembros del Consejo Ejecutivo, asistidos por los miembros del Parlamento, Jueces, Representantes del Reino, y muchos otros ciudadanos representativos aquí presentes, por la presente, proclamamos que Su Alteza Real el Príncipe Carlos Felipe Arturo Jorge es desde ahora el Rey Carlos III, por la gracia de Dios Rey de Nueva Zelanda y de Sus Otros Reinos y Territorios, Jefe de la Commonwealth, Defensor de la Fe, a quien Sus súbditos juran su fe y su sincera lealtad, con afecto cordial; deseando a Su Majestad el rey Carlos III un largo y feliz reinado. Dado de la mano de Su Excelencia, la Gobernadora General, y emitido con el Sello de Nueva Zelanda, este día 11 de septiembre de 2022. Jacinda Ardern, primera ministra Dios salve al rey |

La proclamación fue también leída en maorí por el parlamentario nativo, Kura Moeahu.

## Jamaica
La proclamación en Jamaica tuvo lugar en la sede gubernamental, en Kingston, el 10 de septiembre, acompañada por 21 salvas de saludo realizadas por la fuerza de defensa jamaicana.

## Antigua y Barbuda
La proclamación en Antigua y Barbuda tuvo lugar en la sede gubernamental de Antigua y Barbuda, en St. John's, el 10 de septiembre.

## Bahamas
La proclamación en las Bahamas tuvo lugar en Parliament Square en Nasáu, el 11 de septiembre.

## Papúa Nueva Guinea
La proclamación en Papúa Nueva Guinea tuvo lugar en el Parlamento Nacional en Port Moresby, el 12 de septiembre de 2022. La ceremonia de proclamación incluyó también unas 96 salvas de cañón y un minuto de silencio en honor a la Reina Isabel II.